# Museumsmysteriet
Museumsmysteriet (oprindelig udgivet som Musæumsmysteriet) er en dansk stumfilm fra 1909 produceret af Nordisk Films Kompagni efter manuskript af Karl Süring. Filmens instruktør er ukendt.
Filmen blev i engelsktalende lande distribueret som The Mystery at the Museum og i tysktalende lande som Das Museumsmysterium.

## Handling
Den gamle museumsdirektør trækker sig tilbage og overlader stillingen til sin svigersøn. Kort efter konstateres tyverier fra museet, og direktøren hyrer en detektiv til at opklare mysteriet. Det viser sig, at det er den gamle direktør, der går i søvne, og mysteriet er opklaret.

## Medvirkende
- August Blom
- Vilhelm Møller
- Gudrun Kjerulf
- Aage Brandt